# Oblivszkajai járás
Az Oblivszkajai járás (oroszul: Обливский муниципальный район) Oroszország egyik járása a Rosztovi területen. Székhelye Oblivszkaja.

## Népesség
- 1989-ben 27 610 lakosa volt.
- 2002-ben 19 167 lakosa volt.
- 2010-ben 18 872 lakosa volt, melyből 16 662 orosz, 432 kazah, 291 tatár, 288 dargin, 231 fehérorosz, 208 ukrán, 151 örmény, 82 udmurt, 69 avar, 60 csecsen, 50 grúz, 38 moldáv, 30 mari, 30 tadzsik stb.